# Ensenada (Rincón)
Encenada es un barrio ubicado en el municipio de Rincón, en el estado libre asociado de Puerto Rico.
En el Censo de 2010, tenía una población de 1301 habitantes.